# Ensemble FisFüz
Das Ensemble FisFüz, auch Oriental Jazz Ensemble FisFüz, ist ein 1995 von der in Flensburg geborenen Klarinettistin Annette Maye und dem türkischstämmigen Freiburger Perkussionisten Murat Coşkun gegründetes Weltmusikensemble. Das Jazzensemble von ansonsten wechselnder Besetzung wurde international durch zahlreiche Festivalauftritte bekannt und veröffentlichte mehrere CD-Alben. 1998 gewann die Formation den SWR-Weltmusikpreis. Seit 2004 wird das Ensemble durch Gürkan Balkan ergänzt.

## Geschichte
Das Ensemble FisFüz verarbeitet musikalische Einflüsse aus dem Nahen Osten, dem Mittelmeerraum sowie aus Nordafrika und dem Baltikum. Ihre im Jahr 2000 in Deutschland herausgebrachte zweite CD-Produktion SimSim wurde drei Jahre später auch in den USA veröffentlicht.
Seit 2004 arbeitet das Ensemble als Trio, bestehend aus den beiden Gründungsmitgliedern sowie den gebürtigen Istanbuler Gürkan Balkan (Gitarre und Oud). Das Ensemble gibt seit 2008 auf Vermittlung des Goethe-Instituts Gastspiele im Ausland, beispielsweise kam es zu Auftritten beim Ankara Jazz Festival 2009, beim Nikosia Jazz Festival 2012 und beim Sama Music Festival Khartoum (Sudan) 2015.
Murat Coskun spielte bereits mit dem Freiburger Barockorchester zusammen, auch die anderen Bandmitglieder verfügen über langjährige Erfahrungen auf dem Gebiet der Alten Musik, der Barockmusik und der Neuen Musik. Hieraus entstanden das Programm Mozart a la Turca (mit stilistischen Anleihen aus Die Entführung aus dem Serail), das unter anderem 2011 auf dem Mozartfest in Würzburg aufgeführt wurde, und das Programm Mozart im Morgenland (eine Orchestrierung eigener Stücke für großes Sinfonieorchester), das 2012 im Festspielhaus St. Pölten mit den Tonkünstlern Niederösterreich und auf dem Zeltmusikfestival Freiburg zu hören war. Im Jahr 2014 folgte die CD-Veröffentlichung "Mozart im Morgenland".
2005 schrieb Annette Maye ihre Diplomarbeit im Fach Jazzklarinette über den Jazzklarinettisten und Saxofonisten Gianluigi Trovesi. Seither verbindet das Ensemble FisFüz eine musikalische Freundschaft mit Trovesi, aus der sich gemeinsame Konzerttourneen 2010 und 2012 in Deutschland und Österreich und die CD-Veröffentlichung Papillons ergaben, die im September 2012 in hr 2 als „CD der Woche“ ausgezeichnet wurde.
Im Frühjahr 2016 erschien das Jubiläumsalbum Bonsai – 20 years of oriental Jazz, auf dem das Ensemble sich noch einmal den wichtigsten musikalischen Stationen seiner gemeinsamen musikalischen Reise aus zwei Jahrzehnten Bandgeschichte widmet.

## Diskografie
- 2016: Bonsai Pianissimo Musik
- 2014: Mozart im Morgenland Pianissimo Musik
- 2013: Oriental Touch Mit Freiburger Spielleyt, Christopherus Verlag
- 2012: Papillons. Mit Gianluigi Trovesi, HGBS
- 2011: Ashuré. (von türkisch Aşure) Pianissimo Musik
- 2009: Golden Horn Impressions. Peregrina Music
- 2008: Yakamoz. (türkisch „Meeresleuchten“) Eigenvertrieb
- 2005: Eine Reise durch Zeit und Welt. (Sampler), Peregrina Music
- 2000: SimSim. (arabisch „Sesam“) Peregrina Music
- 1998: Bosphorus Fishing. Eigenvertrieb

## Auszeichnungen
- 1998: SWR-Weltmusikpreis